# Elias Dahr
Elias Dahr, född 14 november 1896, död 1985, var en svensk zoolog.
Dahr blev filosofie doktor i Lund 1927, och docent i zoologi där samma år. Dahr har särskilt undersökt respirationen hos lungsnäckorna i sitt verk Studien über der Respiration der Landpulmonaten (1927). Han deltog även som osteolog och antropolog i utgrävningarna vid Alvastra kloster, Alvastra pålbyggnad, Korsbetningen och många andra platser, samt även bearbetat det osteologiska materialet från förhistoriska gravar och boplatser i norra Kina, som hemförts av Johan Gunnar Andersson. Dahr var medarbetare i Svensk uppslagsbok under signaturen E. D-r.